# Giải thưởng Văn hóa Tezuka Osamu

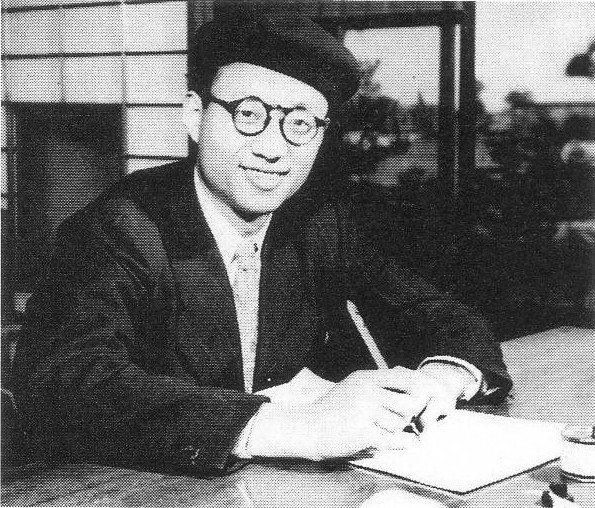
Osamu Tezuka 1951

Giải thưởng Văn hóa Tezuka Osamu (手塚治虫文化賞 Tezuka Osamu Bunkashō?) là một giải  thưởng manga thường niên của Nhật Bản. Giải thưởng được trao tặng cho các họa sĩ manga và các tác phẩm có phương pháp tiếp cận tương đồng với manga của Tezuka Osamu, và được hỗ trợ từ Asahi Shimbun. Giải thưởng đã được trao tặng bắt đầu từ năm 1997 tại Tokyo, Nhật Bản.

## Hạng mục giải thưởng hiện tại
- Giải thưởng lớn - dành cho tác phẩm xuất sắc của năm
- Giải sáng tạo - cho tác giả có sự sáng tạo hoặc mang dấu ấn thời đại và tài năng mới
- Giải truyện ngắn - dành cho tác phẩm xuất sắc hoặc tác giả của truyện ngắn
- Giải đặc biệt - dành cho cá nhân hoặc nhóm người có đóng góp giúp mở rộng văn hóa manga.

## Trao giải

### 1997
- Grand Prize: Fujio Fujiko cho Doraemon[1]
- Award for Excellence: Hagio Moto cho A Cruel God Reigns[2]
- Special Award: Naiki Toshio cho thành lập và quản lý của Modern Manga Library[3]

### 1998
- Grand Prize: Taniguchi Jiro và Sekikawa Natsuo cho bộ ba tác phẩm  Bocchan No Jidai (Times of "Botchan")[4]
- Award for Excellence: Yūji Aoki cho Naniwa Kin'yūdō (The way of the Ōsaka loan shark)[5]
- Special Award: Ishinomori Shotaro cho nhiều năm dài đóng góp về manga[6]

### 1999
- Grand Prize: Urasawa Naoki cho Monster[7]
- Award for Excellence: Sasō Akira cho Shindō[8]
- Special Award: Natsume Fusanosuke cho chủ nghĩa phê bình nổi bật về manga[9]

### 2000
- Grand Prize: Morohoshi Daijiro cho Saiyū Yōenden (The Monkey King and other Chinese Legends)[10]
- Award for Excellence: Mochizuki Minetarō cho Dragon Head[11]
- Special Award: Frederik L. Schodt cho sự hỗ trợ đặc biệt giúp giới thiệu manga Nhật Bản ra thế giới[12]

### 2001
- Grand Prize: Okano Reiko và Yumemakura Baku cho Onmyōji (The Master of Shade and Light)[13]
- Award for Excellence: Shiriagari Kotobuki cho Yajikita in Deep[14]
- Special Award: Maruyuma Akira cho sự hỗ trợ quý giá giúp đỡ các họa sĩ truyện tranh tại Tokiwa house[15]

### 2002
- Grand Prize: Inoue Takehiko cho Vagabond[16]
- Award for Excellence: Miura Kentaro cho Berserk[17]

### 2003
- Grand Prize: Takano Fumiko cho The Yellow Book: A friend Named Jacques Thibault[18]
- Creative Award: Hotta Yumi và Obata Takeshi cho Hikaru - Kì thủ cờ vây[19]
- Short story Award: Ishii Hisaichi cho Gendai Shisō no Sōnanshātachi (Victims of modern ideas)[20]
- Special Award: Mizuki Shigeru cho các bức ảnh sáng tạo và nhiều năm dài hoạt động[21]

### 2004
- Grand Prize: Okazaki Kyoko cho Helter Skelter[22]
- Creative Award: Morimoto Takashi cho Naniwadora ihon (Variant edition of the Naniwa wastrel)[23]
- Short story Award: Akizuki Risu cho OL Shinkaron và các tác phẩm khác[24]
- Special Award: Minamoto Tarō cho các tác phẩm tiên phong về manga lịch sử và sự đóng góp cho văn hóa manga[25]

### 2005
- Grand Prize: Urasawa Naoki cho Pluto[26]
- Creative Award: Kōno Fumiyo cho Town of Evening Calm, Country of Cherry Blossoms[27]
- Short story Award: Saibara Rieko cho Jōkyō Monogatari và Mainichi Kaasan[28]
- Special Award: Bảo tàng thành phố Kawasaki cho việc tuyển tập lại các tác phẩm manga từ thời kỳ Edo đến ngày nay, và các buổi triển lãm của nó[29]

### 2006
- Grand Prize: Azuma Hideo cho Disappearance Diary[30]
- Creative Award: Higuchi Asa cho Big Windup![31]
- Short story Award: Itō Risa cho One Woman, Two Cats, Oi Piitan!! (Hey Pitan!), Onna no mado (A Woman's Window) và các tác phẩm khác[32]
- Special Award: Ono Kousei cho nhiều năm dài về việc giới thiệu các truyện tranh từ bên ngoài đến Nhật Bản trong vai trò một nhà bình luận manga[33]

### 2007
- Grand Prize: Yamagishi Ryoko cho Terpsichora (The Dancing Girl; Maihime Τερψιχόρα)[34]
- Creative Award: Nozoe Nobuhisa, Iwata Kazuhisa và Ōnishi Kyojin cho Shinsei Kigeki (Divine Comedy)[35]
- Short story Award: Morishita Hiromi cho Ōsaka Hamlet[36]

### 2008
- Grand Prize: Ishikawa Masayuki cho Moyashimon
- Creative Award: Shimada Toranosuke cho Träumerei
- Short story Award: Ōshima Yumiko cho GūGū Datte Neko De Aru (Cher Gou-Gou...mon petit chat, mon petit ami.)
- Special Award: International Institute for Children's Literature, tỉnh Osaka (English Official site)

### 2009
- Grand Prize: Yoshinaga Fumi cho Ōoku: The Inner Chambers
- Grand Prize: Tatsumi Yoshihiro cho A Drifting Life
- Short story Award: Nakamura Hikaru cho Saint Young Men
- New Artist Prize: Maruo Suehiro cho Panorama-tō Kitan (Anecdote of the Panorama Island)

### 2010
- Grand Prize: Yamada Yoshihiro cho Hyouge Mono
- Short story Award: Yamazaki Mari cho Thermae Romae
- New Artist Prize: Ichikawa Haruko cho Mushi to Uta
- Special Award: Yonezawa Yoshihiro  với các thành tựu lớn về việc thu thập và hoạt động bình luận về yếu tố cơ bản của nghiên cứu hoạt hình.

### 2011
- Grand Prize: Murakami Motoka cho Jin
- Grand Prize: Eifuku Issei và Matsumoto Taiyo cho Takemitsuzamurai
- New Artist Prize: Arakawa Hiromu cho Giả kim thuật sư
- Short Work Prize: Yamashina Keisuke cho các tác phẩm sáng tạo của ông là C-kyū Salaryman Kōza, Papa wa Nanda ka Wakaranai, và manga về người làm theo lương khác.

### 2012
- Grand Prize: Iwaaki Hitoshi cho Historie
- New Artist Prize: Itō Yu cho Shut Hell
- Short Work Prize: Hosoki Roswell cho tác phẩm sáng tạo của ông là Sake no Hosomichi, và các manga khác.
- Special Award: the Weekly Shōnen Jump - turned and read immediately after the Great East Japan earthquake at Shiokawa-bookstore Itsutsubashi branch in Sendai.

### 2013
- Grand Prize: Hara Yasuhisa cho Kingdom
- New Artist Prize: Yamamoto Miki cho Sunny Sunny Ann!
- Short Work Prize: Gōda Yoshiie cho Kikai-Jikake no Ai (Love of Machine)

### 2014
- Grand Prize: Umino Chica cho Sư tử tháng 3
- New Artist Prize: Kyō Machiko cho Mitsuami no Kamisama
- Short Work Prize: Shikawa Yūki cho Onnoji
- Special Award: Fujiko Fujio (A) cho Manga Michi và Ai... Shirisomeshi Koro ni...
- Readers' Award: Koyama Chūya cho Uchū Kyōdai

### 2015
- Grand Prize: Hoshi Yoiko cho Aisawa Riku
- New Creator Prize: Ōima Yoshitoki cho Dáng hình thanh âm
- Short Work Prize: Yoshida Sensha cho hầu hết các tác phẩm của ông
- Special Prize: Mitsuhashi Chikako cho Chiisana Koi no Monogatari

### 2016
- Grand Prize: Ichinoseki Kei cho Hanagami Sharaku và Azuma Kiyohiko cho Yotsuba&! - Cỏ 4 lá
- New Creator Prize: Andō Yuki cho Machida-kun no Sekai
- Short Work Prize: Nakazaki Tatsuya cho Jimihen
- Special Prize: Bảo tàng Manga quốc tế Kyoto trong sự kiện công nhận kỷ niệm lần thứ 10 và các đóng góp của nó với văn hóa manga